# Alysa Liu
Alysa Liu (Clovis, 8 de agosto de 2005) es una deportista estadounidense que compite en patinaje artístico, en la modalidad individual; campeona mundial en 2025.
Ganó dos medallas en el Campeonato Mundial de Patinaje Artístico sobre Hielo, en los años 2022 y 2025. Participó en los Juegos Olímpicos de Pekín 2022, obteniendo el séptimo lugar en la prueba individual.

## Palmarés internacional
| Campeonato Mundial | Campeonato Mundial      | Campeonato Mundial | Campeonato Mundial |
| Año                | Lugar                   | Medalla            | Categoría          |
| ------------------ | ----------------------- | ------------------ | ------------------ |
| 2022               | Montpellier (Francia)   | Medalla de bronce  | Individual         |
| 2025               | Boston (Estados Unidos) | Medalla de oro     | Individual         |